# Bucecea
Bucecea ist eine Kleinstadt im Kreis Botoșani in Rumänien.

## Lage
Bucecea liegt in einer hügeligen Region (Șaua Moldovei), am linken Ufer des Flusses Sereth. Die Kreishauptstadt Botoșani befindet sich etwa 15 km östlich.

## Geschichte
Die älteste schriftlich Erwähnung eines Ortes namens Vălcești stammt aus dem Jahr 1434. Es gehörte dem Kloster Galata in Iași. 1634 ist Bucecea urkundlich nachzuweisen. Die Bezeichnung stammt möglicherweise von einem Adligen Buczaschi. In einem Dokument aus dem Jahr 1751 erscheinen beide Dörfer. Wenige Jahrzehnte später gaben die Bewohner von Vălcești ihren Ort auf und zogen in das nahegelegene Bucecea. Ursachen könnten ein Tatareneinfall oder ein Hochwasser des Sereth gewesen sein. 1828 ist Bucecea als Marktort erwähnt.
Spätestens seit dieser Zeit wurde Bucecea ganz wesentlich durch seine jüdische Bevölkerung geprägt. 1851 waren von den damals 523 Einwohnern 61 % Juden. Diese arbeiteten vorwiegend als Viehzüchter, Gastwirte und Handwerker. 1871 wurde Bucecea durch den Bau der Strecke Verești–Botoșani an das Eisenbahnnetz angeschlossen. 1894 und im Zusammenhang mit dem Bauernaufstand in Rumänien 1907 kam es zu pogromartigen Ausschreitungen. Noch 1937 besaß die jüdische Gemeinde fünf Synagogen, eine Schule mit zwei Lehrern, einen Kindergarten und eine Mikwe.
Nach der Machtübernahme des Generals Ion Antonescu wurde im Jahr 1941 die gesamte jüdische Bevölkerung zwangsweise nach Botoșani gebracht. Ein Teil der Überlebenden kehrte nach Ende des Zweiten Weltkrieges zurück; die meisten Juden wanderten jedoch bis Ende der 1950er Jahre nach Israel oder in die USA aus. Der jüngste Grabstein auf dem jüdischen Friedhof stammt aus dem Jahr 1975.
Nach Bucecea zogen nach und nach Rumänen aus anderen Landesteilen. 1960 wurde eine Zuckerfabrik eröffnet. Am Sereth entstand ein Stausee mit einer Kapazität von 10 Millionen m³.
Seit 2004 ist Bucecea eine Stadt. Die wichtigsten Wirtschaftszweige sind die Landwirtschaft, die Lebensmittelverarbeitung und der Handel.

## Bevölkerung
1930 wohnten auf dem Territorium der heutigen Stadt ca. 3550 Personen, von denen etwa 2700 Rumänen, die übrigen Juden waren. Bei der Volkszählung 2002 wurden in Bucecea 5128 Einwohner registriert, darunter 5119 Rumänen und 6 Roma. Etwa 4300 lebten in Bucecea selbst, die übrigen in den beiden eingemeindeten Ortschaften.

## Verkehr
Am Bahnhof von Bucecea halten sowohl Nahverkehrs- als auch Schnellzüge. In beide Richtungen verkehren derzeit (2009) pro Tag etwa neun Reisezüge. Ein Teil davon fährt durchgehend bis Bukarest oder Suceava.

## Sehenswürdigkeiten
- Kirche Sf. Nicolae (1787/1865)
- Naturreservat Bălțile Siretului
- jüdischer Friedhof